# Castell de Caen
El Castell de Caen en francès "château de Caen" és una fortificació medieval situada sobre un altiplà en el centre de Caen, en el departament de Calvados (número de departament 14) a la Baixa Normandia (França). El castell està format per 5,5 hectàrees, és un dels castells més grans de França i d'Europa. Va ser classificat com monument històric en l'any 1886.

## Història
El castell va començar a ser construït en el segle xi, concretament en el 1060, per Guillaume le Conquérant, en català Guillem el conqueridor o Guillem I d'Anglaterra. Es rumoreja que la primera part fortificada del castell pugui estar creada en el 1025.
El 1025 el poble de Caen era un burg (una aglomeració rural més important que un poble). Caen està situada al costat del riu, sobre terres fèrtils, això va ajudar el ràpid desenvolupament de la ciutat. Com hi havia un gran nombre d'agricultors es va formar un gran nombre de mercats locals. Els senyors de la zona volien controlar els diferents pobles que hi havia per la zona, per això van construir el castell de Caen. Normalment els senyors eren religiosos, per tant cada castell venia acompanyat d'edificis religiosos.
Al Nadal del 1182 van invitar a Enrique II i als seus dos fills. El castell també es va utilitzar com a residència, on el senyor d'aquelles terres utilitzava també per mostrar el seu poder.
El fill de Guillem el Conqueridor, Enrique I, va tractar de resoldre un problema al segle xii degut a la construcció de la torre al costat de la porta de la ciutat. Aquesta torre quadrada, envoltada per un mur, és com un castell a l'interior del castell. Construït al voltant de 1120, és una de les moltes torres construïdes pel rei d'Anglaterra després de la recuperació del Ducat de Normandia. El rei d'Anglaterra també va fer construir una nova "Grande salle", que vol dir sala gran, ara conegut amb el nom de "salle de l'Échiquier". Dues vegades més gran que l'anterior, que respon a la pompa de la cort reial.
Enric I i el seu successor Enric II d'Anglaterra i el seu fill (Ricard Cor de Lleó i Joan sense Terra) estaven organitzant una luxosa cerimònia en 1182 pel Nadal per demostrar la superioritat de la seva cort i, per tant, el seu prestigi als seus oponents, entre ells el rei de França Felip II. Inusualment, una segona sala de boato, més petit, va ser aparentment construït al sud-oest de la sala principal a l'esplanada amb vistes a la ciutat. El Castell es va prendre sense lluitar per Philippe Auguste, l'any 1204. Com a tot arreu el ducat, rei de França va emprendre un important treball de modernització de la fortalesa per millorar defenses al nord, la torre està envoltada per una cortina protegida a cada cantonada i per una torre circular, aïllats per una fosa profunda. L'accés al Nord estava obstruït per aquestes instal·lacions, ara l'accés és una porta fortificada situada a l'est, la porta dels Camps. Gràcies als seus assoliments, el monarca tenia una ciutadella més segura, sinó que també demostrava el seu poder en una de les principals ciutats del territori recentment conquerit.
Fins a finals del segle xix, el castell ocupava una posició important en l'exèrcit regional i nacional. A més feia de despatx i de preso, també hi havien unes agències de contractació. En 1811 es va procedir el bloqueig dels ports de Normandia pels anglesos, Napoleó va enviar una carta al ministre de Guerra per començar la restauració de la “Saint-Pierre” i afirma que "seria millor demolir la ciutadella i vendre el castell a la ciutat, també diu que tothom sortiria guanyant ". Al final el castell va ser salvat per la seva importància, actualment el castell està administrat pel museu de Caen.
Després de la rendició de França, les tropes del Tercer Reich (els alemanys) van ocupar el castell. El manteniment era deficient des de feia anys, els edificis eren molt vells; tant és així que en 1941, el front sud de la muralla es va ensorrar. Durant la invasió de Normandia, els britànics i els canadencs van estar empresonats allà. Durant la batalla de Caen, la zona del castell era el blanc dels bombardejos aeris i foc d'artilleria. El castell i els seus voltants van ser severament danyades.

## Actualitat
Avui en dia el castell serveix per:

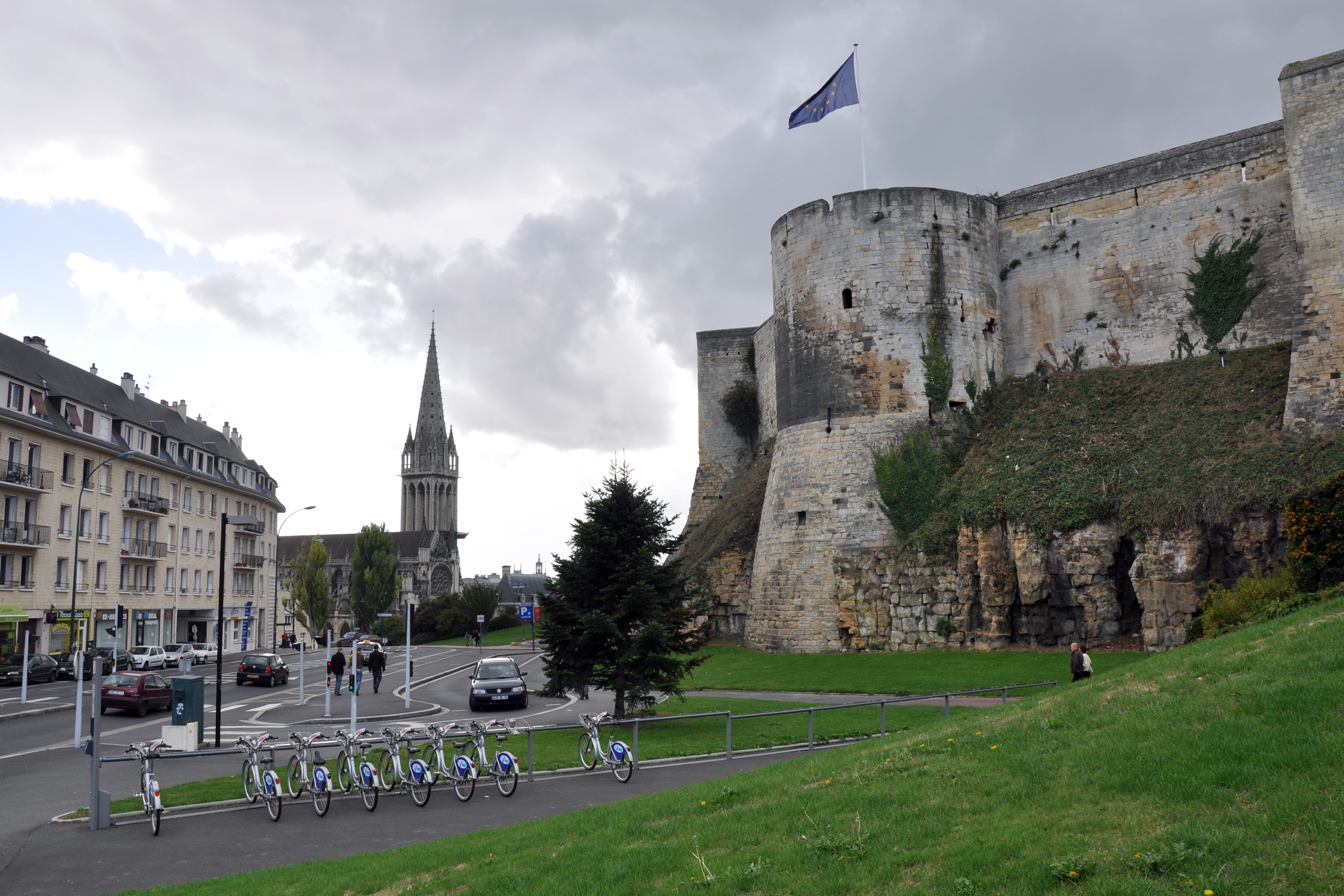
Castell de Caen vist des de fora

- Museu de les Belles Art de Caen (Musée des Beaux-Arts de Caen)
- Museu de Normandia (Musée de Normandie)
- Església de Sant Jordi
- Tribunal de comptes
- Un jardí que ensenya les plantes que es cultivaven a l'edat mitjana

## Informació extreta de pàgina web oficial del castell de Caen
Caen neix de la voluntat de Guillem, duc de Normandia, en vigílies de la conquesta d'Anglaterra. En Caen, el Duc havia construït dues abadies i el seu poderós castell. La fortalesa segueix sent testimoni dels segles d'història que es va iniciar en la gran epopeia de Guillem el Conqueridor. Construït al voltant de 1060 per Guillem el Conqueridor, el castell ducal va esdevenir la residència favorita dels ducs de Normandia i els reis d'Anglaterra, que li van donar l'abast d'un dels recintes fortificats més gran d'Europa. A través dels segles, el castell de Caen es va transformar en una fortalesa real i després a reclutes casernes: cada període de la història ha deixat tantes disperses en el temps. Aquest prestigiós passat pot ser descobert a partir de les muralles restaurades amb vista al palau dels ducs de Normandia i les restes de la cisterna; es revela en visitar els monuments ocults darrere de les parets.
Més enllà de les portes fortificades i barbacanes impressionants, entra ara en "les parets del museu" - Museu de Normandia, Museu de Belles Arts - espai per a exposicions, espectacles, la descoberta i la relaxació.
Al cor de la ciutat, el castell de Caen segueix sent el principal problema dels projectes de restauració i excavacions arqueològiques. Es posa l'accent en el context de les associacions obertes a Europa i en el "món de Norman".